# Defender (videojuego)

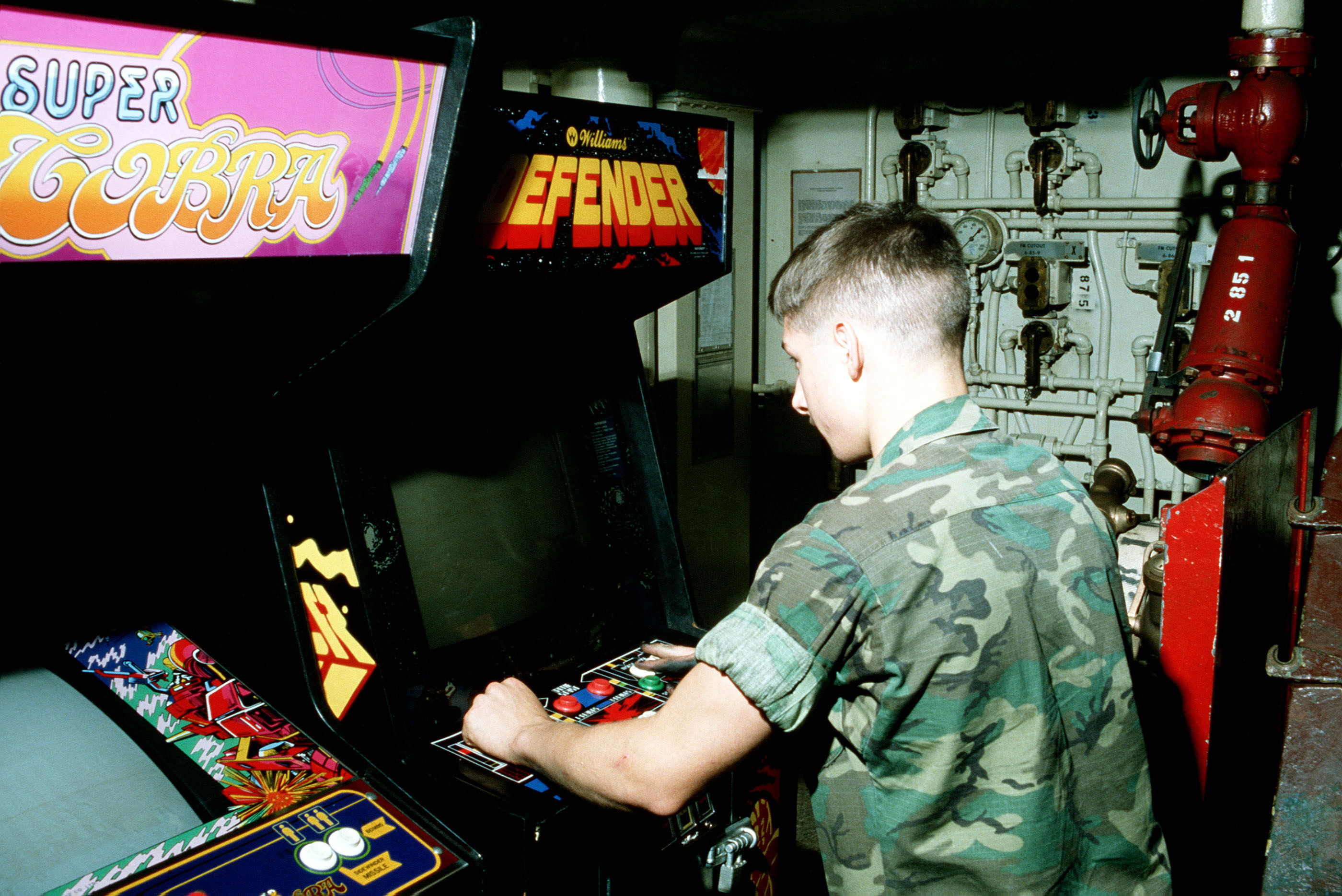
Un soldado jugando a Defender en el cuarto de juegos del USS America (CV-66) (agosto 1982).

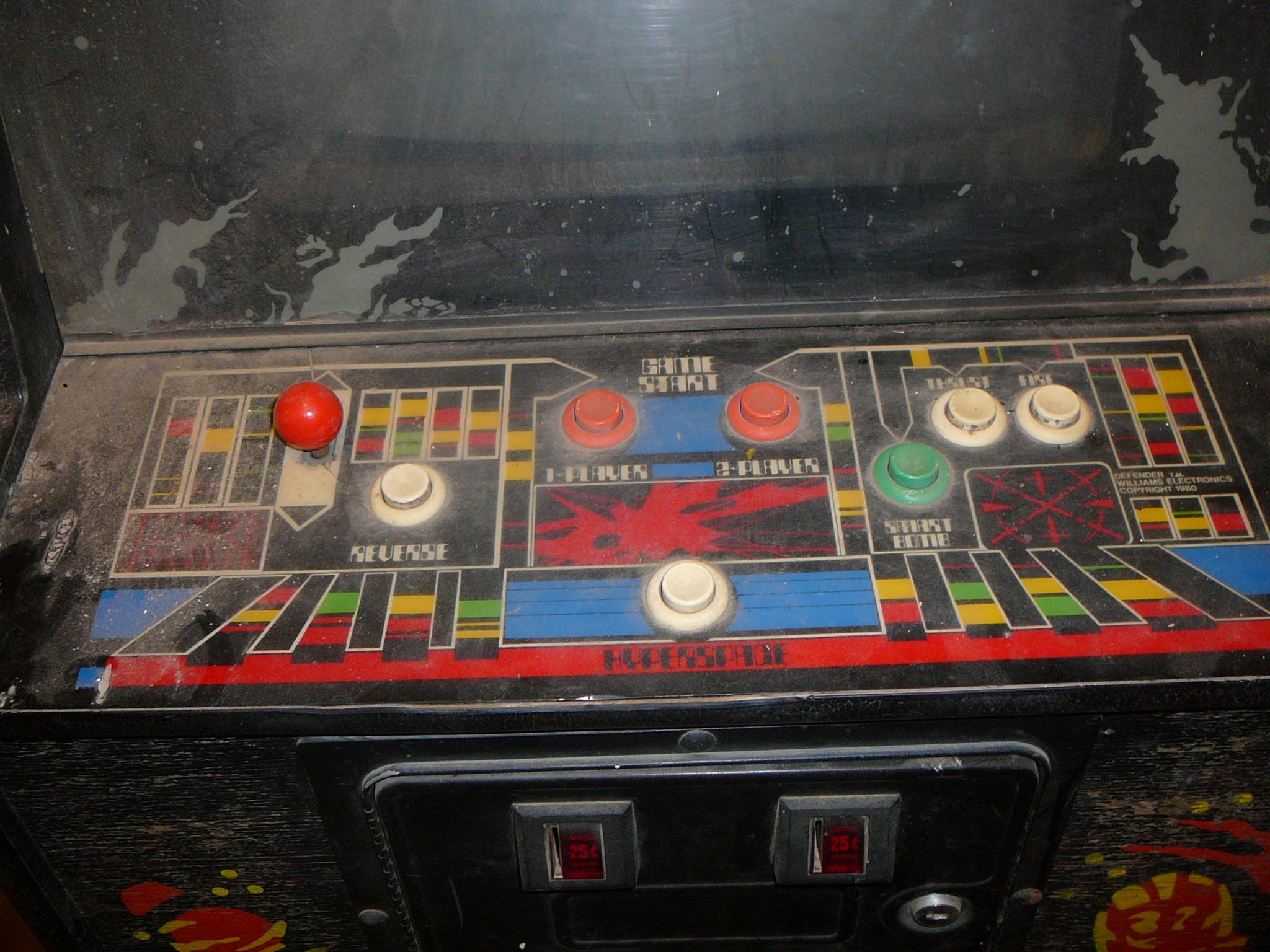
El panel de control de una cabina Defender.

Defender es un videojuego arcade desarrollado y publicado por Williams Electronics en 1980. Es un videojuego de disparos en un mundo bidimensional. Está situado en un planeta ficticio donde el jugador debe vencer oleadas de extraterrestres mientras protege a los astronautas situados en la superficie.
El desarrollo fue liderado por Eugene Jarvis, un programador de pinballs de Williams; Defender fue el primer proyecto de videojuego de Jarvis, inspirándose en Space Invaders y Asteroids. Williams planeó mostrar el juego en la feria Amusement & Music Operators Association (AMOA). Debido a que el desarrollo del juego se retrasó, el equipo tuvo que estar trabajando en él hasta el comienzo de la feria.
Defender fue comercialmente un éxito, vendiendo aproximadamente 55 000 unidades y convirtiéndose en el arcade mejor vendido de la compañía. Los críticos elogiaron los efectos audiovisuales del juego y su jugabilidad. Es frecuentemente nombrado como una de las mejores contribuciones de Jarvis a la industria del videojuego, además de uno de los videojuegos más difíciles. Defender fue portado a numerosas plataformas, inspirado en el desarrollo de otros juegos, y fue seguido por secuelas y por muchas imitaciones.

## Mecánica de juego
Defender es un Matamarcianos de dos dimensiones situado en un planeta sin nombre. El jugador controla una nave espacial que se desplaza por la superficie, pudiendo moverse a la izquierda o a la derecha. Un joystick controla la elevación de la nave y cinco botones controlan su dirección horizontal y sus armas.
Los jugadores tienen tres naves para progresar en el juego. También tienen la oportunidad de ganar más alcanzando los puntos necesarios. Se pierde una nave al tocar un enemigo o sus balas. Al perder todas las naves, el juego termina. 
El objetivo es destruir a los invasores extraterrestres, mientras que proteges a los astronautas en la superficie de una abducción. Los astronautas abducidos se convierten en mutantes que atacan la nave. Al vencer a los extraterrestres se avanza al siguiente nivel. Si todos los astronautas de un nivel son abducidos, el planeta explota y el nivel se llena de mutantes. Si se sobrevive a las oleadas de mutantes, el planeta vuelve a aparecer.